# Walkiria (dramat muzyczny)
Walkiria (niem. Die Walküre) – druga, po stanowiącym wstęp Złocie Renu, część dramatu muzycznego Pierścień Nibelunga, w trzech aktach. Muzykę skomponował i libretto napisał Richard Wagner.

## Osoby
- Siegmund – tenor
- Sieglinde – sopran
- Hunding – bas
- Wotan, władca bogów – bas-baryton
- Fricka, żona Wotana – mezzosopran

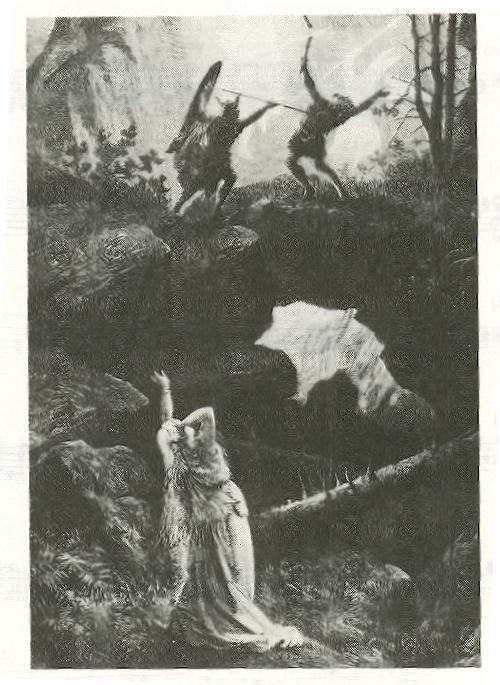
Zygmunt walczy z Hundingiem. Za nimi cienie Brunhildy i Wotana, z przodu Zyglinda.

- Brünnhilde, walkiria (tytułowa) – sopran
- Gerhilde, walkiria – sopran
- Ortlinde, walkiria – sopran
- Waltraute, walkiria – mezzosopran
- Schwertleite, walkiria – kontralt
- Helmwige, walkiria – sopran
- Siegrune, walkiria – mezzosopran
- Grimgerde, walkiria – mezzosopran
- Rossweisse, walkiria – mezzosopran

W polskiej tradycji operowej funkcjonują imiona: Zygmund lub Zygmunt, Zyglinda, Fryka, Brunhilda, Zygruna, a ostatnia litera imion walkirii to „a”.

## Treść
Akcja rozgrywa się co najmniej 20 lat po wydarzeniach Złota Renu (gdyż Brunhilda przyszła na świat już po nich).

### Akt I
Zyglinda została żoną Hundinga, którego nie kocha. Przeciw niemu walczył jej brat, Zygmunt (Siegmund). W wyniku walki Zygmunt trafia osłabiony do jej mieszkania i korzysta z pomocy (Zygmunt stracił swą siostrę w dzieciństwie i od wielu lat jej nie widział; nie poznaje jej teraz, a Zyglinda nie poznaje jego). Gdy w domu ukazuje się Hunding, przedstawia się mu w oględny sposób, ale szybko wychodzi na jaw, że jest jego wrogiem. Ze względu na rany Hunding pozwala mu przenocować, ale każe się przygotować do nowej walki.

W trzeciej scenie rodzeństwo ślubuje sobie miłość, chociaż dowiadują się o swoim pokrewieństwie; wychodzi też na jaw tożsamość Zygmunta jako potomka Wolzy (Välse), tj. Välsunga. Okazuje się, że jego ojciec pozostawił mu miecz, który on uzyska w chwili największej trudności; wprawdzie nie był on podarowany wprost, lecz wbity w pień drzewa tak, że tylko najpotężniejszy będzie potrafił go wyciągnąć. Zygmunt nadaje mu nazwę Notung (niem. Not = potrzeba, trudność). 

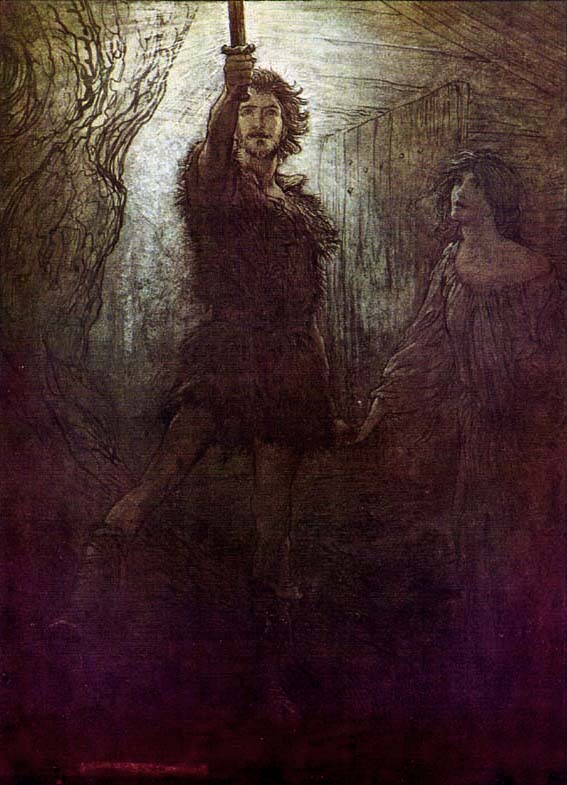
Zygmunt wyciąga miecz Notung z drzewa. Ilustracja Arthura Rackhama

### Akt II
Wśród bogów trwają przygotowania do nadchodzącej walki Hundinga z Zygmuntem. Wotan, przy pomocy swoich córek Walkirii (spłodzonych z boginią Erdą), zbiera najznamienitszych poległych bohaterów z pól walki, by pomogli mu, gdy nadejdzie zapowiedziany (w związku z klątwą pierścienia) zmierzch bogów.
Żona Wotana, Fryka, patronująca m.in. małżeństwom i ognisku domowemu, w związku ze skargami od Hundinga o wiarołomstwo chce przekonać Wotana, by w bitwie poległ Zygmunt. Powołuje się przy tym na prawo, obyczaj (jej mąż odpiera, że zawsze pewne rzeczy robi się po raz pierwszy, zaś małżeństwa bez miłości nie uważa za święte). Okazuje się, że Zygmunt i Zyglinda są dziećmi Wotana ze śmiertelną kobietą. Spłodził je jako Wolza, ukrywając swą boskość; tutaj Fryka wytyka mu kolejną niewierność. Wotan miał jednak plan: potrzebuje człowieka, który z własnej woli, w sposób nieprzymuszany, nienakłaniany, wolny odzyska skarb Alberyka, obecnie w rękach Fafnera (który przybrał postać smoka). Bóg nie może tego zrobić sam, jest związany kontraktami (wszak to była zapłata dla olbrzymów za Walhallę), szuka więc sposobu, by uniknąć odpowiedzialności – do tego potrzebne jest mu oddzielenie swojej woli od woli człowieka, który sam spełni to, czego Wotan żąda. Fryka oświadcza, że próbuje się jej mydlić oczy dziwaczną i nierealną ideą (podaje przykłady: niezwyciężony miecz pochodzi od Wotana, podobnie jak niedola, dzięki której Zygmunt go uzyskał, oraz jego siła do wyciągnięcia go). W końcu Wotan godzi się z tym, że jego plan jest niemożliwy i przystaje na to, by bitwę wygrał Hunding.
W rozmowie z Brunhildą, jedną z Walkirii, która została wybrana do tej bitwy, przekazuje jej swoją wolę. Brunhilda potwierdza, że ona sama nie jest niczym innym, jak uosobieniem woli swego ojca. Przy okazji rozmowy wychodzi na jaw, że Erda przepowiedziała mu, iż gdy Alberyk posiądzie syna, wówczas zmierzch bogów będzie już bliski (a skądinąd Wotan wie, że Nibelung przy pomocy złota uzyskał już potomka). Wotan, który znów „przegrał z miłością”, z rezygnacją mówi coś w rodzaju: „niech już sobie ten Nibelung, co wzgardził miłością, bierze zimną chwałę bogów”. Walkiria jest poruszona nakazem ojca, który przecież uczył ją kochać Wolzunga, wskazuje mu niekonsekwencję, rozdwojenie woli. Wotan jednak grozi gniewem i strasznymi konsekwencjami, potwierdza swój rozkaz. Walkiria z ubolewaniem godzi się z tym.
Przybywa oznajmić to Zygmuntowi; odpowiadając na jego pytania, przedstawia mu, co go czeka w Walhalli. Gdy ten jednak dowiaduje się, że nie może pójść tam z Zyglindą oraz że został zdradzony przez tego, kto dał mu miecz – gardzi Walhallą („niech mnie piekło pochłonie!”), chce też zabić Zyglindę razem z dzieckiem, które w międzyczasie poczęło się w jej łonie. Widząc tę desperację, Walkiria postanawia jednak, wbrew ojcu, nie przechylać szali zwycięstwa na korzyść Hundinga. Tak też się dzieje. W czasie bitwy pojawia się Wotan, o którego włócznię pęka Notung. Hunding zabija Zygmunda, jednak na słowa Wotana „idź klękaj przed Fryką” pada martwy. Wotan pała żądzą zemsty nad Brunhildą, która ucieka z Zyglindą, zebrawszy wpierw szczątki miecza roztrzaskanego przez ojca bitew.

### Akt III

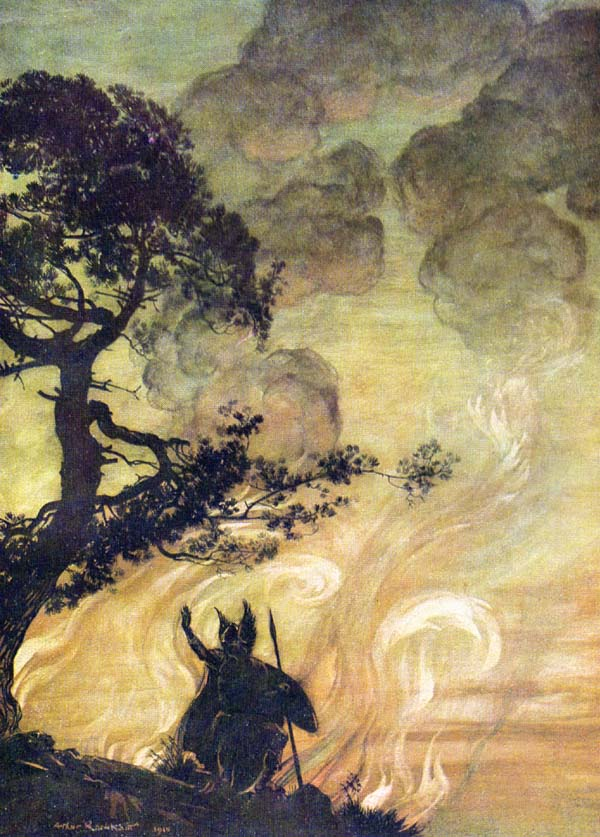
Wotan otacza śpiącą Brunhildę magicznym ogniem. Ilustracja Arthura Rackhama

Brunhilda uciekając dociera do swoich sióstr. Walkirie są przerażone. Zyglinda mówi, żeby się nią nie zajmować, że chce tylko śmierci, lecz gdy zwraca się jej uwagę, że nosi dziecko, zaczyna prosić o pomoc. Brunhilda doradza jej, by szła na wschód, gdzie rozciąga się królestwo Nibelungów i gdzie swą jaskinię ma Fafner (Wotan zwykle nie zapuszcza się w te tereny). Obwieszcza Zyglindzie, że z jej łona urodzi się najwspanialszy z dotąd żyjących bohaterów (Walkiria nadaje mu tutaj imię Zygfryd). Oddaje jej też kawałki miecza Notunga, by Zygfryd mógł je kiedyś poskładać – sama zaś zostaje, ukryta pośród sióstr, czekając na Wotana.
Gdy ten przybywa, Walkirie próbują hamować jego gniew, lecz zamiar tegoż jest niewzruszony: pozbawia Brunhildę wszystkiego, co kiedyś dostała jako córka boga wojny: nieśmiertelność, zamieszkiwanie w Walhalli, wysyłanie na pola bitew itd. i podkreśla, że ona sama to zrobiła, przeciwstawiając się jego woli. Wykluczając ją spośród bogów, chce ją dodatkowo uśpić, tak by została żoną tego, kto ją znajdzie. Siostrom zabrania kontaktów z nią pod groźbą podobnego losu.
Brunhilda, stojąc przed ojcem w pokorze, prosi o złagodzenie kary. Na swoją obronę pyta, czy to, co zrobiła, było tak niskie; i wskazuje, że nawet przecząc woli Wotana, faktycznie ją spełniła – gdyż były w nim sprzeczne dążenia. Najpierw uczył ją miłości do Wolzunga; później, w obliczu okoliczności, posłuszeństwo moralności (czy raczej obyczajowi) oraz cześć dla Fryki skierowały go w przeciwną stronę. Ostatecznie Wotan godzi się, by uśpioną Brunhildę pozostawić na wzgórzu otoczonym magicznym ogniem, tak by żaden tchórz nie został jej mężem – tylko człowiek nieznający strachu może przekroczyć krąg ognia.

## Historia utworu
- Prapremiera: Monachium 26 czerwca 1870 r.
- Premiera polska: Warszawa 1903 r.

## Najbardziej znane fragmenty
- Winterstürme wichen dem Wonnemond – duet Zygmunta i Zyglindy (akt I)
- Hojotoho! – zawołanie bitewne Brunhildy (akt II)
- Monolog Wotana (akt II)
- Cwał Walkirii (wstęp do aktu III) – fragment użyty także w filmie „Czas apokalipsy” (reżyseria Francis Ford Coppola) oraz w „Mistrzu i Małgorzacie” (reżyseria Jurij Kara).
- Leb’ wohl – pożegnanie Wotana (akt III)
- Muzyka magicznego ognia (koniec aktu III)